# Análise do destino
A Análise do Destino é uma teoria integrativa que visa à compreensão do ser humano em sua unidade bio-psico-social. Sua peculiaridade reside no fato de integrar o campo biológico com o campo da Psicologia e da Psicologia Profunda, incluindo a dimensão metafísica. A Análise do Destino se refere de maneira ampla à totalidade da obra e teoria de Leopold Szondi. No sentido terapêutico, trata-se de um processo embasado na Psicologia Profunda, e no sentido estrito, o seu método e técnica estão baseados na premissa de que genótipos patogênicos pertencem ao inconsciente familiar e representam as demandas ancestrais. Por representarem graves doenças psiquiátricas,  o ego procura defender-se deles com muita intensidade. O processo de tomada de consciência no processo terapêutico é bastante penoso, da mesma forma como os conteúdos recalcados o são na Psicanálise. Segundo Szondi, a demanda pulsional reprimida não representa o único fator patogênico, mas constitui o fator etiológico, desencadeador de uma problemática muito mais profunda e hereditária geneticamente.
A obra de Szondi é a expressão de um pensamento holístico, pois compreende as pesquisas sobre hereditariedade das doenças psiquiátricas, baseadas nas pesquisas endocrinológicas e constitucionais da sua época, a teoria pulsional de natureza bio-psíquica, a Psicologia Profunda e, por fim, a dimensão espiritual. Szondi introduziu conceitos do pensamento da Psicologia Profunda na psiquiatria, fornecendo-lhe as bases funcionais.
Um conceito central na Análise do Destino é o reconhecimento da esfera pulsional, enquanto base somatopsíquica. Szondi descreve oito funções pulsionais elementares, integradas sistemicamente. Sua teoria promove uma compreensão geral do ser humano, superando a dicotomia físico-psíquico e da categorização saudável versus doentio. A Análise do Destino contribui para a integração e sistematização das ciências psicológicas e neurológicas.
Szondi incluiu as idéias de Freud, Jung, Binswanger, Husserl e Maeder na construção teórica e sistematizada de sua Psicologia e Psicopatologia. A Análise do Destino tem ao mesmo tempo um significado epistemológico e pragmático.

## Conceito de pulsão
Para Szondi, a pulsão é constituída de duas funções polares elementares, denominadas necessidades pulsionais ou fatores pulsionais. Ela tem um objetivo determinado e pode ser quantificada. Os fatores pulsionais são elementos da vida pulsional, constituindo sua unidade funcional irredutível. Szondi distingue oito fatores pulsionais, determinados hereditariamente e que determinam, por sua vez, a estrutura pulsional da personalidade.

## O Sistema Pulsional Szondiano
Szondi sintetizou os oito fatores pulsionais em um sistema fechado. Segundo Seidel  "o sistema pulsional szondiano está para a Psicologia, assim como a tabela periódica está para a Química. Cada fator pulsional tem uma característica própria e uma maneira específica de se manifestar,  podendo expresssar-se de maneira saudável ou patológica. Os oito fatores estão estruturados sobre quatro vetores pulsionais, a partir do pareamento de dois fatores polares (tendências), que têm, por sua vez, uma orientação centrífuga e centrípeta, ou seja, uma orientação para fora e uma orientação para dentro. O sistema pulsional szondiano pode ser compreendido em sua dialética e complementariedade, e também em seus elementos constitutivos integrados dinamicamente.
Os vetores pulsionais abrangem todas as esferas da existência, abrangendo as seguintes tendências fatoriais polares:
Vetor Sexual (S), cuja dinâmica está centrada no conflito entre Eros e Thanatos e representa a dissociação entre passividade e atividade, entre feminilidade e masculinidade, ternura e agressão/dominação, respectivamente;
Vetor Paroxismal (P), que é o processo psíquico por meio do qual o indivíduo é estimulado pelos afetos brutos que acumula, como raiva, ódio, ira, vingança, inveja e ciúme, a sair em busca de algo. O acúmulo desses afetos tem relação com o comportamento de fuga/ataque, podendo, também, fazer com que o indivíduo direcione a raiva acumulada, passivamente, contra si mesmo;
Vetor do Ego (Sch), cuja constelação reflete a estrutura do ego, pode ser considerado uma resultante das pulsões parciais que correspondem aos outros três vetores, com seus respectivos fatores. A função do ego é fazer a mediação entre as exigências instintivas do indivíduo e as demandas da realidade externa.
Vetor do Contato (C), que representa a pulsão social por trás comunicação interpessoal, constituída por quatro funções elementares, expressando, de uma maneira geral, a capacidade do ser humano para se ligar a outras pessoas e permanecer ligado a elas, sem qualquer conotação sexual ou erótica, embora essas pulsões estejam relacionadas. Este vetor permite que as demais pulsões encontrem um objeto para sua canalização ou satisfação.
| Vetores pulsionais segundo Szondi            |                              |                                       |
| S – Pulsão sexual                            | H – fator erótico            | h+: necessidade de carinho            |
| h-: sublimação da necessidade de carinho     |                              |                                       |
| S – fator da agressividade                   | s+: heteroagressividade      |                                       |
| s-: autoagressividade                        |                              |                                       |
| P – Pulsão Paroxismal                        | E – ética, afetos brutos     | e+: fazer o bem, censura ética        |
| e-: afetos cainitas                          |                              |                                       |
| Hy – moral, afetos delicados                 | hy+: mostrar-se              |                                       |
| hy-: esconder-se por vergonha, censura moral |                              |                                       |
| Sch – Pulsão do Ego                          | K – fator da realidade (TER) | k+: função introjetiva                |
| k-: função da negação                        |                              |                                       |
| P – fator da idealização (SER)               | p+: função inflativa         |                                       |
| p-: função projetiva                         |                              |                                       |
| C – Pulsão do contato                        | D – analidade                | d+: procurar, colecionar, transformar |
| d-: reter, apegar-se                         |                              |                                       |
| M – oralidade                                | m+: agarrar-se               |                                       |
| m-: separar-se                               |                              |                                       |

Para determinar o perfil pulsional do indivíduo, Szondi desenvolveu, em 1943, um instrumento que leva o seu nome, Teste de Szondi. O teste visa apreender a estrutura pulsional quantitativa e qualitativamente. O resultado é traduzido em um perfil pulsional. O conhecimento do significado psicológico dos oito fatores pulsionais é a base do pensamento “destinoanalítico”, e tem uma relação direta com a fenomenologia do comportamento humano e de suas reações.

## O futuro da Análise do Destino
Muitos dos termos usados por Szondi despertam desconforto e provocam críticas, como, por exemplo, associar uma função superior como o Ego a uma pulsão. Da mesma forma o conceito de Destino é comumente associado a esoterismo e especulação. Um conceito muito criticado refere-se às demandas ancestrais e à teoria genética das pulsões. Um outro aspecto controvertido diz respeito à dimensão metafísica em sua teoria. O seu futuro depende da compreensão da teoria e da forma como pode ser aplicada. No entanto, é possível integrá-la a outras teorias e métodos terapêuticos, como as teorias sistêmicas, por exemplo.